# Celia Fremlin
Celia Margaret Fremlin (Ryarsh, 20 de junio de 1914 – Bournemouth, 16 de junio de 2009) fue una escritora de novelas de misterio británica.

## Biografía
Celia nació en Ryarsh, Kent. Era hija de Heaver Fremlin y Margaret Addiscott. Su hermano mayor, John H. Fremlin, se convirtió posteriormente en físico nuclear.
Fremlin estudió filología clásica en la Somerville College, Universidad de Oxford. De 1942 a 2000 vivió en Hampstead, Londres. En 1942 se casó con Elia Goller, con el que tuvo tres niños. Su esposo murió en 1968. En 1985, Fremlin se casó con Leslie Minchin, que murió en 1999. Sus numerosas novelas e historias policiales ayudaron a modernizar la tradición de la novela sensacionalista al introducir elementos criminales y (raramente) sobrenaturales en entornos domésticos. Su novela de 1958 The Hours Before Dawn ganó el Premio Edgar en 1960.
Con Jeffrey Barnard, fue copresentadora de un documental de la BBC2, Night and Day, que describe el Londres diurno y nocturno, transmitido el 23 de enero de 1987.
Fremlin fue un defensor del suicidio asistido y la eutanasia. En una entrevista periodística admitió haber ayudado a cuatro personas a morir. En 1983, se entablaron procedimientos civiles contra ella como uno de los cinco miembros del comité ejecutivo de EXIT que había publicado Una guía para la autoliberación, pero el tribunal se negó a declarar ilegal el folleto.
Formó parte de la Liga Progresiva.

## Escritura
Lucy Lethbridge ha escrito sobre la obra de Fremlin que "casi todas sus novelas se centran en el hogar como puerto de un terror particularmente horrible e íntimo".
Algunas de sus novelas no fueron publicadas hasta su muerte.

## Obra
Modales y sociedad
- 1940 – The Seven Chars of Chelsea
- 1943 – War Factory (with Tom Harrisson)

Novelas
- 1958 – The Hours Before Dawn; (Edgar Award for Best Novel, 1960)
- 1959 – Uncle Paul (Republished in the UK by Faber & Faber, June 2023)
- 1961 – Seven Lean Years (US: Wait for the Wedding)
- 1963 – The Trouble Makers
- 1964 – The Jealous One
- 1967 – Prisoner's Base
- 1969 – Possession
- 1972 – Appointment with Yesterday
- 1975 – The Long Shadow
- 1977 – The Spider-Orchid
- 1980 – With No Crying
- 1982 – The Parasite Person
- 1990 – Listening in the Dusk
- 1991 – Dangerous Thoughts
- 1993 – The Echoing Stones
- 1994 – King of the World

Colecciones
- 1970 – Don't Go to Sleep in the Dark
- 1974 – By Horror Haunted
- 1984 – A Lovely Day to Die
- 2019 - Ghostly Stories

Poesía
- 1996 – Duet in Verse (with Leslie Minchin)